# WTFPL
WTFPL (полностью -- Do What The Fuck You Want To Public License) -- разрешительная лицензия свободного ПО. Принципиально ничем не отличается от общественного достояния, разрешая использование работы как угодно и в любых целях. Может быть использована для любых работ, а не только программного обеспечения.
Первая версия WTFPL, выпущенная в марте 2000 года, была написана Банлу Кемияторном для его собственного программного проекта. Сэм Хочевар, бывший руководитель проекта Debian, написал версию 2. По его словам, лицензия была сделана чтобы избавиться от излишней усложнённости других лицензий, содержащих множество пунктов с условиями использования, которые ещё и могут содержать дополнительные ограничения, WTFPL устроена намного проще: разрешено всё, без каких либо ограничений. 

## Характеристика
WTFPL -- разрешительная лицензия без механизма копилефта. У WTFPL, в отличие от других лицензий, нет дисклеймера, хоть и автор работы может добавить его самостоятельно. Сделано это было, по словам автора лицензии, потому, что лицензия может применяться для всего, а не только для программного обеспечения. WTFPL принимается как настоящая лицензия, однако валидность WTFPL ещё не проверялась в судах.

## Оценки и принятие
WTFPL почти не применяется для открытого программного обеспечения -- по статистике Synopsys на 2016 год, использование лицензии составляло менее одного процента. Так, WTFPL используется Potlatch, программой для редактирования геоданных OpenStreetMap через Adobe Flash, игрой Liero версии 1.36, yalu102, джейлбрейком для iOS 10.2, некоторыми расширениями для MediaWiki и другими работами. На Викискладе WTFPL лицензированы более 6200 произведений, на GitHub -- 33 тысячи.

### Оценки
Фонд свободного программного обеспечения признал лицензию совместимой с GNU GPL, однако использовать лицензию, по словам Фонда, «не рекомендуется». 
Fedora Project признали лицензию «хорошей», свободной и совместимой с GNU GPL.
Некоторые авторы считают, что лицензия «несерьёзная». Критики также отмечают, что лицензия принадлежит её автору, и что в лицензии запрещается свободно её менять -- это проблема, и лицензия с подобной философией не должна кому-либо принадлежать и не должна запрещать редактирование. Для решения этих проблем была создана неофициальная третья версия.
Эрик Реймонд, основатель Open Source Initiative считает лицензию сатирой на тему ограничений GNU GPL и других свободных лицензий. Позже сам автор второй версии, Сэм Хочевар, признал, что лицензия является пародией на GNU GPL.
Нина Пэйли признала лицензию допустимой для использования в свободных творческих работах.
Google запрещает своим работникам использовать WTFPL при внесении изменений в проекты компании, а также все остальные лицензии, которые эквивалентны общественному достоянию, кроме 0BSD.

## Текст лицензии

### Вторая версия
```
           DO WHAT THE FUCK YOU WANT TO PUBLIC LICENSE
                   Version 2, December 2004

Copyright (C) 2004 Sam Hocevar <sam@hocevar.net>

Everyone is permitted to copy and distribute verbatim or modified
copies of this license document, and changing it is allowed as long
as the name is changed.

           DO WHAT THE FUCK YOU WANT TO PUBLIC LICENSE
  TERMS AND CONDITIONS FOR COPYING, DISTRIBUTION AND MODIFICATION

 0. You just DO WHAT THE FUCK YOU WANT TO.
```

### Первая версия
```
do What The Fuck you want to Public License

Version 1.0, March 2000
Copyright (C) 2000 Banlu Kemiyatorn (]d).
136 Nives 7 Jangwattana 14 Laksi Bangkok
Everyone is permitted to copy and distribute verbatim copies
of this license document, but changing it is not allowed.

Ok, the purpose of this license is simple
and you just

DO WHAT THE FUCK YOU WANT TO.

```

### Необязательный дисклеймер
```
   /* This program is free software. It comes without any warranty, to
    * the extent permitted by applicable law. You can redistribute it
    * and/or modify it under the terms of the Do What The Fuck You Want
    * To Public License, Version 2, as published by Sam Hocevar. See
    * 
http://www.wtfpl.net/
 for more details. */
```